# 横一郎
横 一郎（よこ いちろう、1979年〈昭和54年〉6月3日 - ）は、日本のお笑い芸人。お笑いコンビ・さわやかのボケ。本名は岡田 誠（おかだ まこと）。吉本興業東京本社（東京吉本）、SMA NEET Projectを経て現在はフリー。神奈川県小田原市出身。

## 略歴
愛知県で出生し、すぐに神奈川県へ転居した。出生時建築業に従事していた父親（1907年～2001年）は70代、母親（1949年～）は30代で、父母の年齢差は42歳であった。
NSC9期生として卒業後、2007年6月に学生時代からの親友である渡辺大吾と「だいごとまこと」を結成。その後、吉本を退所し、SMAに所属。2015年頃に解散し、渡辺は引退、岡田もつられるようにSMAを退所した。退所後は元・ジェニーゴーゴーの根喜田拓也と「雨ザラシ」を結成したが、2018年2月に解散。現在は同じくフリーの北村公男と「さわやか」を結成し、M-1、R-1等の賞レースに参加している。

## 芸風
「こんな女芸人は良い！」という題名より横が好きだと思った女性芸人をフリップで紹介しながら最後にその芸人の写真を披露し、自分のパンツを引っ張って「あぁ～、あぁ～、あぁぁぁぁぁ〇〇の××ちゃーーーん！！」と大絶叫して「横一ィィ！」で締める。
自分が良いと思った女性芸人であればなんでも良いらしく、中年芸人のあぁ〜しらきでも絶叫している。

## エピソード
- コンビニのアルバイトをしている。
- 中学2年生になるまで出生届が提出されていなかったため、いわゆる隠し子として扱われていた。このため、健康診断などはすべて自己負担であったという。また、父親には前妻との間に5人の子供がいる[4]。
- 女性芸人への異常な執着心からX（旧Twitter）上では殆どの芸人にブロックされている。
- 2025年現在、Googleで「横一郎」と検索すると予測ワードに「逮捕」と表示されることがある。
- 大先輩であるハリウッドザコシショウとは面識があり、かつてはザコシのYouTube企画に頻繁に出演していた。2014年には、ザコシショウの動画でポン！2000回特別企画「はりとん紅鯨団」に出演し、横が好きな女芸人Kとのお見合い企画が行われたが、結局恋愛には発展しなかった[5]。SMA退所後は出演機会が無くなり、しばらく忘れられた存在となっていたが、2024年6月1日に投稿された「ハリウッドザコシショウの退け！動画爺さん#09」にて、10年ぶりにザコシと再会。この放送内で、依然としてKに好意を持っていたことが明らかになり、新たに別の女性芸人にも興味を抱いていたことが判明した[6]。この出演以降、再びザコシの番組やYouTubeに出演する機会が増えている。またハリウッドザコシショウと仲のいいなだぎ武のYouTubeにもたびたび出演している。

## 出演
- 逆襲ザコシのチョゲチョゲPARK （AuDee）（2024年7月5日～）
  - 元々ハリウッド軍団の桐野安生が脱退したことを受け、その後継者として出演した。
  - 2回目の出演以降はゆっくんちゃんと共演。ザコシによってあわれ（Aware）と網走（Abashiri）の頭文字をかけてダブルエーと命名され、以降、同ラジオにおける二人のコンビ名となっている。